# بيان الهدى من الضلال في الرد على صاحب الأغلال
كتاب «بيان الهدى من الضلال في الردّ على صاحب الأغلال» هو كتاب ألّفه القاضي إبراهيم بن عبد العزيز السويح، ويتكون من 3 مجلدات، ويقارب مائتين وألف صفحــة، فهو أوسع كتاب أُلِّف في النقد والرد على كتاب ألَّفه عبد الله القصيمي والمُسمّى بـ «هذه هي الأغلال».

## فحوى الكتاب وميِّزاته
يتميّز هذا الكتاب بمزايا منها:
- حوى الكتاب جوانب مهمة تتعلق بحياة القصيمي مثل أسباب ردته، والحديث عن سلوكياته وأخلاقه ، كما نقل حكم العلماء على القصيمي بالردة والكفر الصراح، كالشيخ محمد بن إبراهيم وعبد الله العنقري وعبد الله بن حسن آل الشيخ.
- برع المؤلّف في كشف تناقض القصيمي في أغلاله، فربما أثبت ما نفاه، وكذا العكس.
- حوى الكتاب على نقد لاذع وهجوم ساخر مقابلةً للقصيمي في سخريته بالدين وأهله.
- حفل الكتاب بردود عقلية محكمة وأجوبة مسددة، فربما قلب الشيخ السويح الدليل على القصيمي فجعله حجة عليه، كما تميّز المؤلف بدقته ورسوخه في إيراد المآخذ على الأغلال.
- تميّز المؤلّف –في هذا الكتاب– بسعة اطلاعه، ورجوعه إلى مصادر متنوعة، لاسيما فيما يتعلق بالكتب المعاصرة مثل: جمعية أم القرى للكواكبي، والفلسفة القرآنية للعقاد، وتفسير المنار لمحمد رشيد رضا، والعبرات للمنفلوطي، وحضارة العرب لجوستاف لوبون ونحـوه.
- يلحظ ما تحلى به المؤلف من وعي بواقع العالم المعاصر ودراية بأحوال الأمم وثقافاتهم وسياساتهم.

## طبعات الكتاب
- طبعة دار طويق للنشر والتوزيع- في 3 مجلدات

- طبعة المطبعة السلفية ومكتبتها- في مجلدين

## مؤلفات أخرى في نفس الموضوع
- صنف الشيخ عبد الله بن يابس (ت1389هـ) كتابًا بعنوان: «الرد القويم علي ملحد القصيم».
- ألَّف الشيخ السعدي رسالة بعنوان: «تنزيه الدين وحملته عما افتراه القصيمي في أغلاله».
- كتب الشيخ سيد قطب مقالاً نُشِر في مجلة الهدي النبوي، ومجلة السوادي يبين ما ينطوي عليه «الأغلال» من ضلال وإلحاد.
- ألّف في ذلك، إمام الحرم؛ محمد عبد الرزاق حمزة كتابه: «الشواهد والنصوص من كتاب الأغلال على ما فيه من زيغ وكفر وضلال».
- كُتيِّب: «دراسة عن القصيمي» لصلاح الدين المنجد الصادر في عام 1967.